# Sphaerion rusticum
Sphaerion rusticum là một loài bọ cánh cứng trong họ Cerambycidae.